# 司坦唑醇
司坦唑醇，是一种从二氢睾酮衍生的合成代谢雄激素类固醇药物。它用于治疗遗传性血管性水肿。它由美国斯特林製藥公司于 1962 年开发，并获得美国食品药品监督管理局批准用于人类使用，尽管已不再在美国销售。它也用于兽医学。司坦唑醇已基本停产，目前仅在少数几个国家有售。在人类中，它通过口服给药；而在动物中，则通过肌肉注射给药。
与大多数注射用合成代谢雄激素类固醇不同，司坦唑醇未经过酯化反应，以水混悬液或口服片剂形式出售。得益于C17α烷基化，该药物具有较高的口服生物利用度，从而使其在摄入后能够顺利通过肝脏的首过代谢。
司坦唑醇是常用作兴奋剂的合成代谢雄激素类固醇之一，在世界反兴奋剂机构的监管下，被禁止在体育比赛中使用。它是一种已知具有利尿作用的合成代谢雄激素类固醇。此外，司坦唑醇在美国赛马比赛中受到高度限制。

## 医学用途
司坦唑醇通过促进血纤维蛋白溶解，已在治疗静脉功能不全中取得一定成效，且其对静脉疾病晚期皮肤病变（如脂肪皮肤硬化症）的疗效进行了评估。多项随机试验表明，使用司坦唑醇可减轻脂肪皮肤硬化症病变范围、减轻皮肤增厚，并可能加快溃疡愈合。此外，司坦唑醇目前正被研究用于治疗遗传性血管水肿、骨质疏松症及骨骼肌损伤。

## 非医疗用途
司坦唑醇被竞技运动员、健美运动员和力量举运动员用于提升体能和表现。

## 副作用
司坦唑醇的副作用包括雄性化、肝毒性、心血管疾病和高血压。

## 药理学性质

### 药效动力学
作为一种合成代谢雄激素类固醇，司坦唑醇是雄激素受体激动剂，与睾酮和二氢睾酮等雄激素类似。其对雄激素受体的亲和力约为双氢睾酮的22%。由于司坦唑醇本身已进行5α-还原，因此不会成为5α还原酶的底物，这意味着在皮肤、毛囊和前列腺等“雄激素敏感”组织中不会增强活性。这使得司坦唑醇相比睾酮具有更高的合成代谢与雄激素活性比。此外，基于其5α-还原特性，司坦唑醇不可芳香化，因此不会产生雌激素效应，如男性乳房发育或体液潴留。司坦唑醇也不具有显著的孕激素活性。由于17α-甲基结构的存在，其代谢过程存在空间位阻效应，这使得该药物具有口服生物活性，但同时也具有肝毒性特征。

### 药代动力学
司坦唑醇具有较高的口服生物利用度，这得益于其C17α烷基基团的存在以及由此产生的对消化道及肝脏代谢的抗性。该药物对人血清性激素结合球蛋白（SHBG）的亲和力极低，约为睾酮的5%、双氢睾酮的1%。司坦唑醇在肝脏代谢，经历Ⅰ相羟基化后，通过Ⅱ相反应最终转化为葡糖苷酸结合物和硫酸酯化合物，这些代谢物主要通过尿液和粪便排泄。其生物半衰期为口服为9小时，肌肉注射水混悬液时为24小时。通过肌肉注射给药时，其作用持续时间可到7-10天。

## 化学性质
司坦唑醇，又称17α-甲基-2'H-雄甾-2-烯[3,2-c]吡唑-17β-醇，是一种合成的17α-烷基化雄烷类固醇，是二氢睾酮的衍生物。其分子结构特点包括C17α位置的甲基取代基和连接在甾体母核的A环上连接有吡唑环。

### 合成
目前已发表多种司坦唑醇的化学合成方法。例如17α-甲基化法、吡唑环缩合法、Birch还原法、Oppenauer氧化法、过渡金属催化偶联法

### 体液检测
司坦唑醇在体内会经历广泛的肝脏生物转化，通过多种酶促途径代谢。其主要代谢产物具有特异性，可在单次口服5–10毫克剂量后，在尿液中检测到长达10天。尿液样本的检测方法通常包括气相色谱-质谱联用法（GC-MS）或液相色谱-质谱联用法（LC-MS）。